# Agua Caliente de San Sebastián
Agua Caliente de San Sebastián är en ort i Mexiko.   Den ligger i kommunen José Sixto Verduzco och delstaten Michoacán de Ocampo, i den centrala delen av landet, 260 km väster om huvudstaden Mexico City. Agua Caliente de San Sebastián ligger 1 706 meter över havet och antalet invånare är 150.
Terrängen runt Agua Caliente de San Sebastián är kuperad åt nordost, men åt sydväst är den platt. Runt Agua Caliente de San Sebastián är det ganska tätbefolkat, med 104 invånare per kvadratkilometer. Närmaste större samhälle är Abasolo, 16,8 km norr om Agua Caliente de San Sebastián. Trakten runt Agua Caliente de San Sebastián består till största delen av jordbruksmark.